# 三重県道663号二本木御衣田線
三重県道663号二本木御依田線（みえけんどう663ごう にほんぎぎょいでんせん）は、三重県津市を通る一般県道である。

## 概要
津市白山町二本木から津市白山町川口に至る。

### 路線データ
- 起点：三重県津市白山町二本木（字野田4451の2番地先[1][2]：三重県道662号藤大三停車場線交点）
- 終点：三重県津市白山町川口（字御衣田3594番地先[1][2]：三重県道15号久居美杉線交点）
- 総延長：1.01 km

## 歴史
- 1959年（昭和34年）
  - 1月25日 - 認定[3]

起点：三重県一志郡白山町大字二本木
終点：三重県一志郡白山町大字御衣田
  - 3月31日 - 道路区域の決定[4]
  - 5月19日 - 道路の供用開始[5]

三重県一志郡白山町大字二本木字野田4451の2番地先から三重県一志郡白山町大字川口字茅刈3408番地先を経て三重県一志郡白山町大字川口字御衣田3594番地先まで（延長1.01 km）
- 2007年（平成19年）4月1日 - 県道の路線認定の一部改正[6]（自治体合併に伴う変更）

起点：三重県津市白山町二本木
終点：三重県津市白山町川口字御衣田

## 路線状況

### 道路施設

#### 橋梁
- 新広瀬橋（雲出川、津市）

## 地理

### 通過する自治体
- 三重県

- 津市

### 交差する道路
| 交差する道路                | 交差する場所 | 交差する場所 |
| --------------------------- | ------------ | ------------ |
| 三重県道662号藤大三停車場線 | 白山町二本木 | 起点         |
| 三重県道15号久居美杉線      | 白山町川口   | 終点         |

### 交差する鉄道
- 名松線

### 沿線
- JR東海名松線 伊勢川口駅
- 白山ヴィレッジゴルフコース